# Astolat

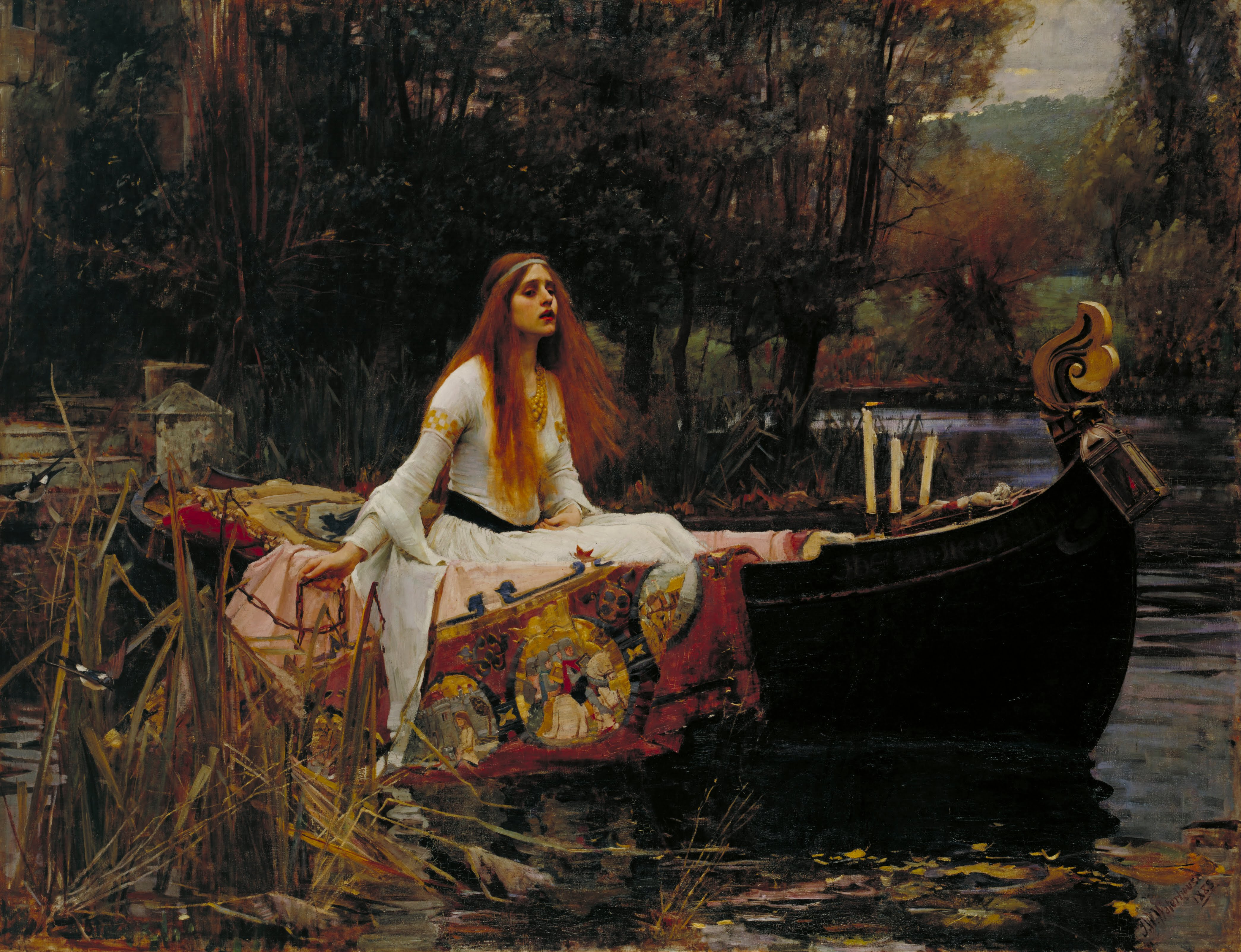
La dama de Shalott, de John William Waterhouse (1888)

Astolat és una ciutat llegendària de la Gran Bretanya que apareix en les llegendes artúriques. És la llar d'Elaine, «la donzella lliri d'Astolat», i la del seu pare Sir Bernard i els seus germans Lavaine i Tirre.
La ciutat s'anomena Shalott en moltes referències culturals, derivada del poema La dama de Shalott, d'Alfred Lord Tennyson. També apareix com Ascolat en el manuscrit de Winchester i Escalot en els romanços artúrics francesos.
El capítol nou del llibre La mort d'Artús, de Sir Thomas Malory, identifica a Guildford (Surrey) amb el llegendari Astolat:
| « | I així, a principis de la matinada, Sir Lancelot va escoltar la massa i va aturar el seu avanç, i així es va acomiadar de la reina i va marxar. I llavors va viatjar molt fins que va arribar a Astolat, això és Guildford; i allà el va felicitar, en cas que arribés a un antic lloc del baró. | » |